# Cut the Rope 2
Cut the Rope 2 (с англ. — «Перережь верёвку 2»)  — игра-головоломка для портативных платформ, основанная на физике. Игра разработана российской компанией ZeptoLab. 19 декабря 2013 года Cut the Rope 2 вышла на iOS (28 марта 2014 года Cut the Rope 2 вышла и на Android).

## Геймплей
Cut the Rope 2 продолжает геймплей основной серии, где игрок должен перерезать верёвку, чтобы Ам Ням получил леденец.

## Оценки и мнения
| Сводный рейтинг    | Сводный рейтинг |
| Агрегатор          | Оценка          |
| ------------------ | --------------- |
| GameRankings       | 80,71 %         |
| Metacritic         | 81/100          |
| Иноязычные издания |                 |
| Издание            | Оценка          |
| TouchArcade        | iOS:            |

Игра была встречена «в целом благоприятными» отзывами критиков с общим баллом 81/100 на Metacritic. В обзоре TouchArcade отметили бо́льшее внимание к сюжету в игре, в сравнении с предыдущими частями франшизы и появление новых персонажей, делающих говоломки ещё сложнее.